# Hôtel de la Crouzille
L'hôtel de la Crouzille, ou de La Vallière, est un ancien hôtel particulier du XVIe siècle de la ville de Tours.

## Localisation
L'hôtel de la Crouzille, puis de la Vallière, était situé en cœur d'îlot, entre le 9 rue du Commerce et la rue Ragueneau (appelée rue Banchereau au XIXe siècle). 

## Historique
L'une des plus anciennes mentions date de 1581, dans l'Inventaire des titres du grand fief de l'abbaye de Saint-Julien en la ville de Tours, alors possession de Laurent Le Blanc, écuyer, seigneur de La Vallière, maire de Tours en 1558. La famille de La Baume Le Blanc de La Vallière le conserve jusqu'au milieu du XVIIe siècle, Louise de La Vallière y aurait vu le jour en août 1644. 
C'est dans cet hôtel que le roi Henri III est accueilli par Jean Le Blanc au moment où la Ligue le contraint à trouver refuge à Tours (mai 1589). En novembre 1589, Henri de Navarre, devenu roi sous le nom de Henri IV, y est également reçu par la municipalité rassemblée.
En 1655, l'hôtel est entre les mains de Marie Galland, veuve de Jean Taschereau de Baudry. Il reste la propriété de la famille Taschereau durant un demi-siècle, passant à la famille Decop de Pocé en 1703, étant alors acquis par René Decop de Pocé, trésorier de France à Tours, et son épouse Jeanne Soulas. Il passe ensuite à leur fils, le maire Jean de Cop de Pocé.
La famille Moisant en devient propriétaire en 1782, puis il passe par héritage à la famille Goüin. 
Dans les années 1780, l'hôtel se trouve enchâssé dans un îlot entièrement reconstruit à neuf par les ingénieurs du roi, qui construisent un nouvel hôtel de ville, un nouveau palais de justice et des "terrasses" (promenades arborées). 
Sous la Restauration, le 10 juin 1830, le département d'Indre-et-Loire acquiert l’hôtel de La Crouzille appartenant à la veuve Goüin. Le département le revend en 1843 à François-Marie Coignaud, architecte à Nantes, faisant déclaration d'une commande en faveur de Paul Gabriel Fouquet. Il fait détruire l'hôtel et en reconstruire un nouveau, reprenant le style renaissance et certains éléments de l'ancien hôtel.
En 1851, François Porcher, capitaine d'état-major, rachète l'hôtel. Sa veuve le revend en 1868 à M. Hulé.
Il fut détruit par les bombardements en 1940 : Jean-Edmond Weelen en décrit les vestiges dans son ouvrage (devises latines, plaque de fonte gravée aux armes des Decop) et reproduit la photo de la "Crouzille" (sorte de coquille) qui a donné son nom à l'hôtel.

## Galerie

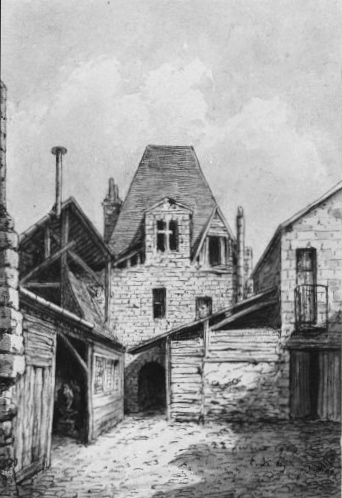
Façade (par Édouard Gatian de Clérambault)
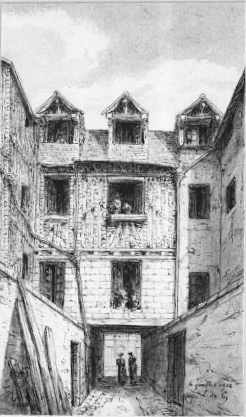
Façade postérieure de l'hôtel.

## Sources
- Charles de Grandmaison, Notice sur l'hôtel ou est née, à Tours, en août 1644 Mademoiselle de La Vallière, Bulletin de la Société archéologique de Touraine, t. V, 1880, p. 336-344.
- Chanoine Jean-Baptiste Ériau, Louise de La Vallière, la Madeleine française, Nouvelles Éditions Latines
- Édouard Gatian de Clérambault, Tours qui disparaît, Société archéologique de Touraine, 1912
- Jean-Edmond Weelen, Notre vieux Tours, Tours, Arrault & Cie, 1942, p. 45-48.